# Szczyt Zwycięstwa
Szczyt Zwycięstwa (kirg. Жеңиш чокусу, Dżengisz czokusu, ros. пик Победы, pik Pobiedy, chiń. 托木尔峰 Tuōmù’ěr Fēng, ujg. Tömür) – najwyższy szczyt Kakszaału i całego Tienszanu, na granicy Kirgistanu (najwyżej położony punkt tego kraju) i Chin.
Zdobycie szczytu jest wymagane do uzyskania wyróżnienia alpinistycznego – Śnieżna Pantera. Jest to najtrudniejszy z pięciu szczytów wymaganych do zdobycia wyróżnienia. Z tego też względu w rosyjskim środowisku wspinaczkowym znane jest powiedzenie „Nie mów mi, ile razy byłeś na Evereście, powiedz, czy byłeś na Piku Pobiedy”. 

## Historia zdobycia
W roku 1938 zorganizowano radziecką wyprawę do centralnego Tienszanu, która zdobyła w mniemaniu jej uczestników najwyższy szczyt atakowanego masywu. Odczyt wysokości zmierzonej za pomocą starego lotniczego wysokościomierza dał wynik 6900 m n.p.m. Szczyt otrzymał nazwę Dwudziestolecia Komsomołu. W roku 1943 zorganizowano kolejną wyprawę w tę okolicę, która wyposażona była w lepszy sprzęt pomiarowy. Po wejściu na szczyt, uznany za zdobyty w 1938 roku wierzchołek Dwudziestolecia Komsomołu, odczytano wysokość 7439 m n.p.m. Z okazji wygranej niedawno bitwy stalingradzkiej nadano szczytowi nową nazwę – Szczyt Zwycięstwa. Z powodu braku należytego udokumentowania wyprawy z 1943 roku nie ma obecnie jednak pewności czy rzeczywiście zdobyła ona wspomniany wierzchołek.
W związku z powyższym za pierwsze bezdyskusyjne zdobycie Szczytu Zwycięstwa uznaje się rok 1956, kiedy to osiągnęła go wyprawa kierowana przez Witalija Abałakowa.
Pierwszego zimowego wejścia na szczyt dokonała 2 lutego 1990 roku pięcioosobowa ekipa radzieckich wspinaczy w składzie Walerij Chriszczatyj, Siergiej Bogomołow, Giennadij Bogomołow, Siergiej Owczarienko i Giennadij Michajłow.